# Saint-Amand-sur-Fion
Pour les articles homonymes, voir Saint-Amand.
Saint-Amand-sur-Fion est une commune française, située dans le département de la Marne en région Grand Est.
Les habitants de la commune se dénomment les Godin(e)s.

## Géographie
| Aulnay-l'Aître | Dampierre-sur-Moivre      | Saint-Jean-sur-Moivre Coupéville |
|                | Saint-Amand-sur-Fion      | Vanault-le-Châtel                |
| Soulanges      | Saint-Lumier-en-Champagne | Lisse-en-Champagne               |

### Situation et description
Situé dans l'arrondissement de Vitry-le-François, dans le département de la Marne en Champagne, Saint-Amand-sur-Fion est un village de 1 000 habitants environ.
Traversé par la rivière Fion, le village s'étire sur les deux rives et se prolonge vers deux hameaux de la même commune : Coulvagny et la Cense des Prés.
Le Fion prend sa source à Bassu et traverse successivement Bassuet, Saint-Lumier-en-Champagne, Saint-Amand-sur-Fion, Aulnay-l'Aître et se jette dans la Marne à La Chaussée-sur-Marne. Le Fion a la particularité de ne jamais s'assécher. C'est pourquoi on trouve des moulins tout au long de son cours. En conséquence, Saint-Amand-sur-Fion possède quatre moulins et deux vestiges de moulins.

### Hydrographie
La commune est dans la région hydrographique « la Seine de sa source au confluent de l'Oise (exclu) » au sein du bassin Seine-Normandie. Elle est drainée par le Fion et le Ru,.
Le Fion, d'une longueur de 21 km, prend sa source dans la commune de Bassu et se jette  dans la Marne à La Chaussée-sur-Marne, après avoir traversé sept communes. 

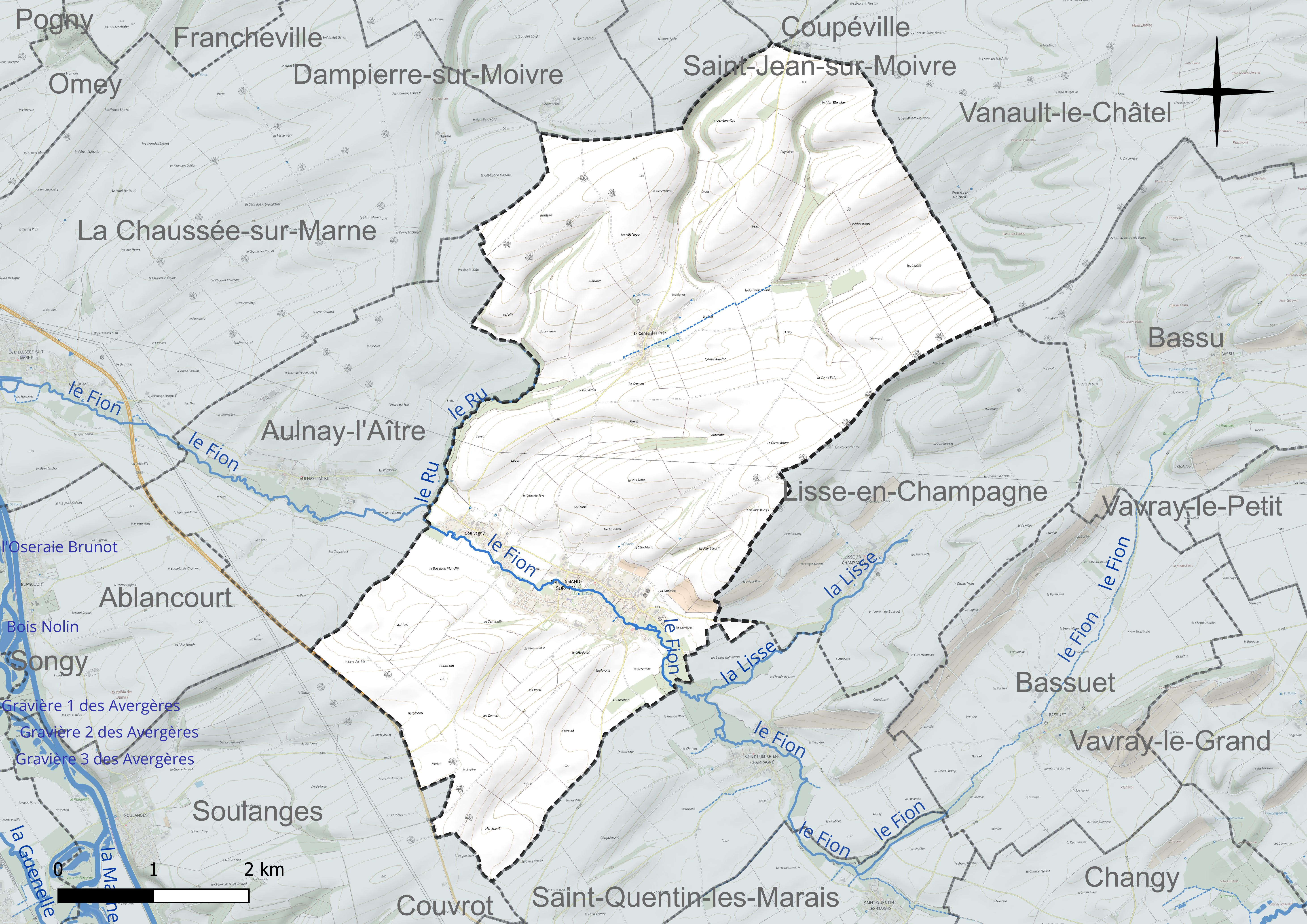
Réseau hydrographique de Saint-Amand-sur-Fion.

### Climat
Pour des articles plus généraux, voir Climat du Grand Est et Climat de la Marne.
En 2010, le climat de la commune est de type climat océanique dégradé des plaines du Centre et du Nord, selon une étude du Centre national de la recherche scientifique s'appuyant sur une série de données couvrant la période 1971-2000. En 2020, Météo-France publie une typologie des climats de la France métropolitaine dans laquelle la commune est exposée à un climat océanique altéré et est dans la région climatique  Nord-est du bassin Parisien, caractérisée par un ensoleillement médiocre, une pluviométrie moyenne régulièrement répartie au cours de l’année et un hiver froid (3 °C). 
Pour la période 1971-2000, la température annuelle moyenne est de 10,4 °C, avec une amplitude thermique annuelle de 15,8 °C. Le cumul annuel moyen de précipitations est de 763 mm, avec 12,5 jours de précipitations en janvier et 8,5 jours en juillet. Pour la période 1991-2020, la température moyenne annuelle observée sur la station météorologique de Météo-France la plus proche, « Frignicourt », sur la commune de Frignicourt à 12 km à vol d'oiseau, est de 11,5 °C et le cumul annuel moyen de précipitations est de 694,6 mm. 
La température maximale relevée sur cette station est de 41,7 °C, atteinte le 25 juillet 2019 ; la température minimale est de −22 °C, atteinte le 9 janvier 1985,,. 
Les paramètres climatiques de la commune ont été estimés pour le milieu du siècle (2041-2070) selon différents scénarios d'émission de gaz à effet de serre à partir des nouvelles projections climatiques de référence DRIAS-2020. Ils sont consultables sur un site dédié publié par Météo-France en novembre 2022.

## Urbanisme

### Morphologie urbaine
Le village conserve de nombreuses maisons typiques de la région, bâties en poutres et torchis. La structure traditionnelle des fermes se caractérise par une cour fermée à laquelle on accède, en passant sous un porche fermé par de grandes portes, que l'on appelle « porte-rue ». 
Conçues pour être autonome, chaque ferme comprenait divers éléments tels que four à pain, manège pour battre le grain, caves, greniers, écuries et étables. La vie s'organisait dans ces cours fermées qui comptaient plusieurs petits logements où résidaient plusieurs générations, l'essentiel des bâtisses étant consacré au travail et au stockage des grains et fourrages.
Le village possédait plusieurs lavoirs (dont certains étaient privés). Il en reste quelques-uns situés sur des propriétés que l'on peut apercevoir des ponts ou des ruelles.
De nombreux passages séparaient les fermes. Convergeant vers ou le long du Fion, ces ruelles offraient des possibilités de déplacement piéton soit, pour accéder à la rivière, soit comme raccourci pour traverser le village. Il en subsiste un certain nombre.

### Typologie
Au 1er janvier 2024, Saint-Amand-sur-Fion est catégorisée commune rurale à habitat dispersé, selon la nouvelle grille communale de densité à sept niveaux définie par l'Insee en 2022.
Elle est située hors unité urbaine. Par ailleurs la commune fait partie de l'aire d'attraction de Vitry-le-François, dont elle est une commune de la couronne,. Cette aire, qui regroupe 73 communes, est catégorisée dans les aires de moins de 50 000 habitants,.

### Occupation des sols
L'occupation des sols de la commune, telle qu'elle ressort de la base de données européenne d’occupation biophysique des sols Corine Land Cover (CLC), est marquée par l'importance des territoires agricoles (93,7 % en 2018), une proportion sensiblement équivalente à celle de 1990 (94,2 %). La répartition détaillée en 2018 est la suivante : 
terres arables (89,6 %), zones agricoles hétérogènes (3,6 %), zones urbanisées (3,4 %), forêts (2,9 %), cultures permanentes (0,5 %). L'évolution de l’occupation des sols de la commune et de ses infrastructures peut être observée sur les différentes représentations cartographiques du territoire : la carte de Cassini (XVIIIe siècle), la carte d'état-major (1820-1866) et les cartes ou photos aériennes de l'IGN pour la période actuelle (1950 à aujourd'hui).

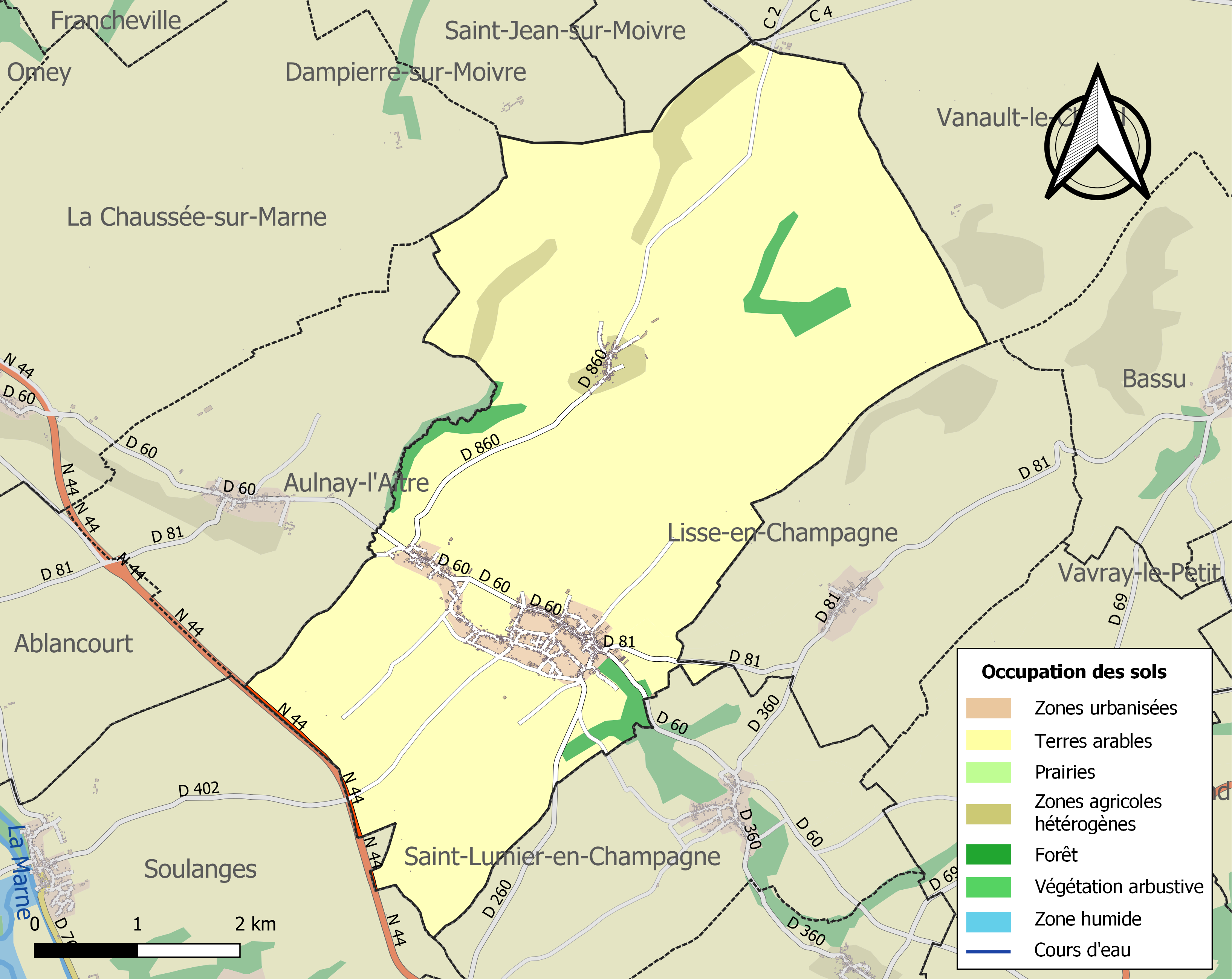
Carte des infrastructures et de l'occupation des sols de la commune en 2018 (CLC).

## Toponymie
Le nom de la localité est attesté sous les formes Sanctus Amandus (1100) ; Sanctus Amendus (1257) ; Saint Amant (1372) ; Sainct-Amand en Pertoix (1399) ; Saint-Ament (1476) ; Sainct-Aman (1511) ; Amand-sur-Fion (1773) ; Montfion (1794) ; Saint-Amand-sur-Fion (1876).

Au cours de la Révolution française, la commune porta provisoirement les noms de Amand-sur-Fion et de Montfion.

### Saint-Amand
Saint-Amand est un hagiotoponyme qui peut désigner plusieurs saints de la religion chrétienne dont notamment Amand de Strasbourg, le premier évêque de Strasbourg. Le prénom latin Amandus signifie « aimable » ou « digne d'être aimé ».

### Le Fion
Le nom du cours d'eau figurant dans le nom de la commune est issu du mot latin Flumen qui signifie fleuve ou rivière et qui a donné, en italien, le mot fiume.

## Histoire
La localité dénommée Liffion dans un diplôme carolingien est sans doute Saint-Amand. C'était une seigneurie importante du chapitre cathédral de Châlons.

### Les Hospitaliers
À partir de 1189, une commanderie des Hospitaliers de l'ordre de Saint-Jean de Jérusalem s'y installa. Le moulin de l'Hôpité, vendu par un seigneur partant pour la troisième croisade en 1189 aux Hospitaliers d'où son nom.

## Politique et administration

### Liste des maires
| Période                                  | Période                     | Identité                                       | Étiquette | Qualité |
| ---------------------------------------- | --------------------------- | ---------------------------------------------- | --------- | ------- |
| Les données manquantes sont à compléter. |                             |                                                |           |         |
| 1965                                     | 1971                        | Marcel Herard                                  |           |         |
| 1971                                     | 1989                        | Roger Bouquet                                  |           |         |
| 1989                                     | 2001                        | Daniel Dommange                                |           |         |
| 2001                                     | 2014                        | Jean-Daniel Dommange                           |           |         |
| 2014,                                    | En cours (au 1er juin 2020) | Sylvain Lanfroy Réélu pour le mandat 2020-2026 |           |         |

### Intercommunalité
La commune, antérieurement membre de la communauté de communes de Saint-Amand-sur-Fion, est membre, depuis le 1er janvier 2014, de la communauté de communes Côtes de Champagne et Saulx.
En effet, conformément aux prévisions du schéma départemental de coopération intercommunale (SDCI) de la Marne du 15 décembre 2011, les quatre petites intercommunalités : 

- communauté de communes de Saint-Amand-sur-Fion, 
- communauté de communes des Côtes de Champagne, 
-  communauté de communes des Trois Rivières 
- communauté de communes de Champagne et Saulx 

ont fusionné le 1er janvier 2014, en intégrant la commune isolée de Merlaut, pour former la nouvelle communauté de communes Côtes de Champagne et Saulx.
En 2017, une nouvelle fusion, avec la communauté de communes de Saulx et Bruxenelle, créée la communauté actuelle, 4CVS, communauté de communes Côtes de Champagne et Val de Saulx.

## Équipements et services publics

### Eau et déchets
Le service public des déchets est assuré par le Syndicat mixte du Sud-Est Marnais (SYMSEM), qui a mis en place une redevance incitative. La collecte des ordures ménagères résiduelles (en bacs noirs pucés ou en sacs rouges prépayés) et des emballages ménagers recyclables (en sacs jaunes) est réalisée en porte à porte. Le SYMSEM adhérant au syndicat de valorisation des ordures ménagères de la Marne (SYVALOM), ces déchets sont amenés en centre de transfert à Sainte-Menehould ou Vitry-en-Perthois, puis valorisés sur le site de La Veuve. La collecte du verre se fait en apport volontaire, avant transformation dans une usine de Reims. Pour les déchets volumineux ou dangereux, le SYMSEM met à disposition de ses habitants une plateforme de déchets verts et gravats, à Saint-Amand-sur-Fion, ainsi que 12 déchèteries, à Arrigny, Courtisols, Givry-en-Argonne, Mairy-sur-Marne, Pargny-sur-Saulx, Pogny, Sainte-Menehould, Thiéblemont-Farémont, Valmy, Vanault-les-Dames, Villers-en-Argonne et Ville-sur-Tourbe.

## Démographie
L'évolution du nombre d'habitants est connue à travers les recensements de la population effectués dans la commune depuis 1793. Pour les communes de moins de 10 000 habitants, une enquête de recensement portant sur toute la population est réalisée tous les cinq ans, les populations de référence des années intermédiaires étant quant à elles estimées par interpolation ou extrapolation. Pour la commune, le premier recensement exhaustif entrant dans le cadre du nouveau dispositif a été réalisé en 2006.

En 2022, la commune comptait 1 018 habitants, en évolution de −0,68 % par rapport à 2016 (Marne : −1,19 %, France hors Mayotte : +2,11 %).
| 1793  | 1800  | 1806  | 1821  | 1831  | 1836  | 1841  | 1846  | 1851  |
| ----- | ----- | ----- | ----- | ----- | ----- | ----- | ----- | ----- |
| 1 057 | 1 043 | 1 130 | 1 173 | 1 209 | 1 283 | 1 260 | 1 219 | 1 234 |

| 1856  | 1861  | 1866  | 1872  | 1876  | 1881  | 1886 | 1891  | 1896 |
| ----- | ----- | ----- | ----- | ----- | ----- | ---- | ----- | ---- |
| 1 220 | 1 158 | 1 125 | 1 087 | 1 028 | 1 004 | 983  | 1 004 | 991  |

| 1901 | 1906 | 1911 | 1921 | 1926 | 1931 | 1936 | 1946 | 1954 |
| ---- | ---- | ---- | ---- | ---- | ---- | ---- | ---- | ---- |
| 975  | 928  | 907  | 826  | 807  | 782  | 749  | 761  | 760  |

| 1962 | 1968 | 1975 | 1982 | 1990 | 1999 | 2006  | 2011  | 2016  |
| ---- | ---- | ---- | ---- | ---- | ---- | ----- | ----- | ----- |
| 814  | 772  | 722  | 707  | 762  | 838  | 1 007 | 1 065 | 1 025 |

| 2021  | 2022  | - | - | - | - | - | - | - |
| ----- | ----- | - | - | - | - | - | - | - |
| 1 023 | 1 018 | - | - | - | - | - | - | - |

## Économie
Un silo Champagne Céréales s'y trouve et le site éolien dit des Côtes de Champagne est en partie sur la commune.

## Culture locale et patrimoine

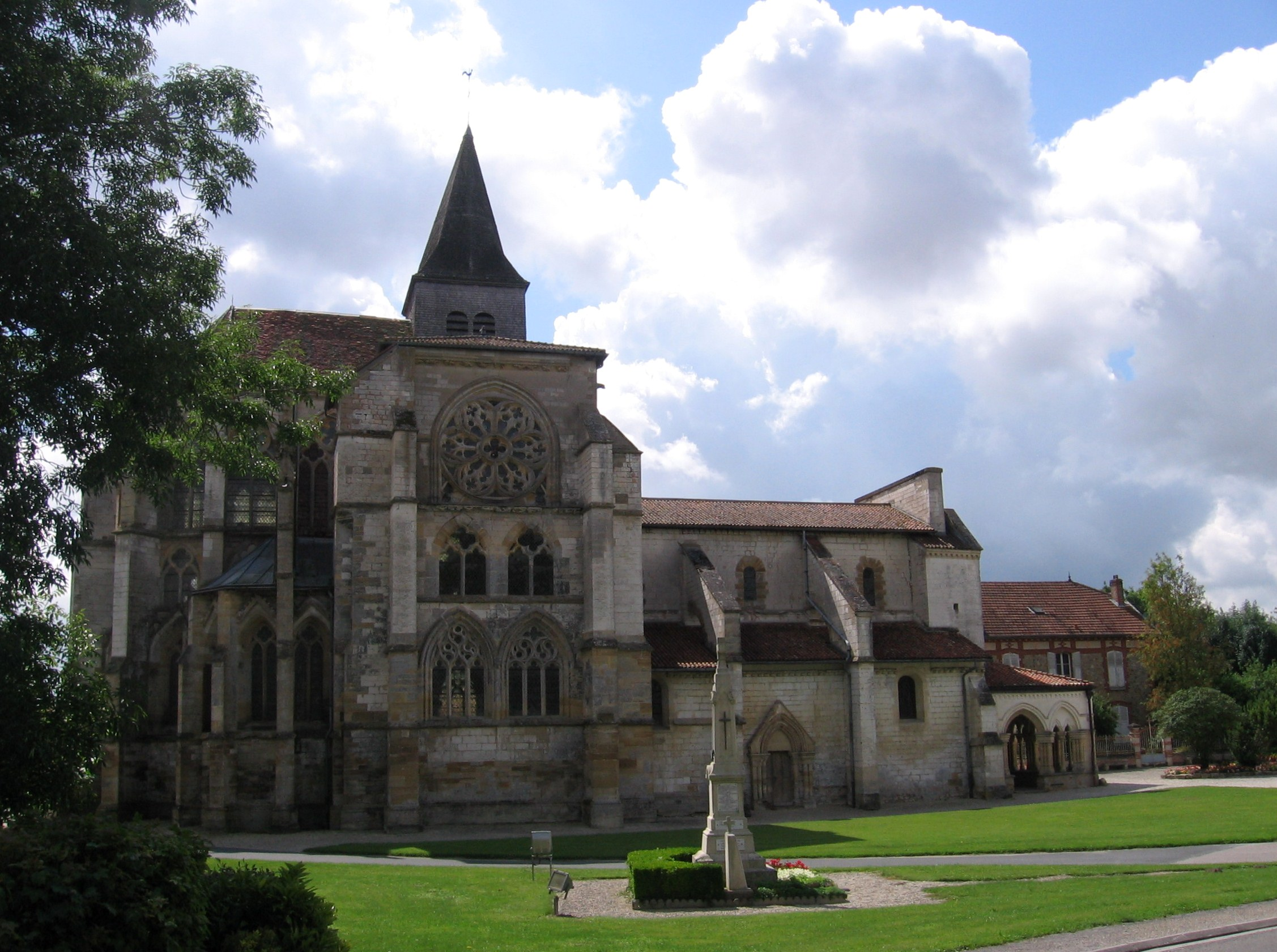
Église Saint-Amand.

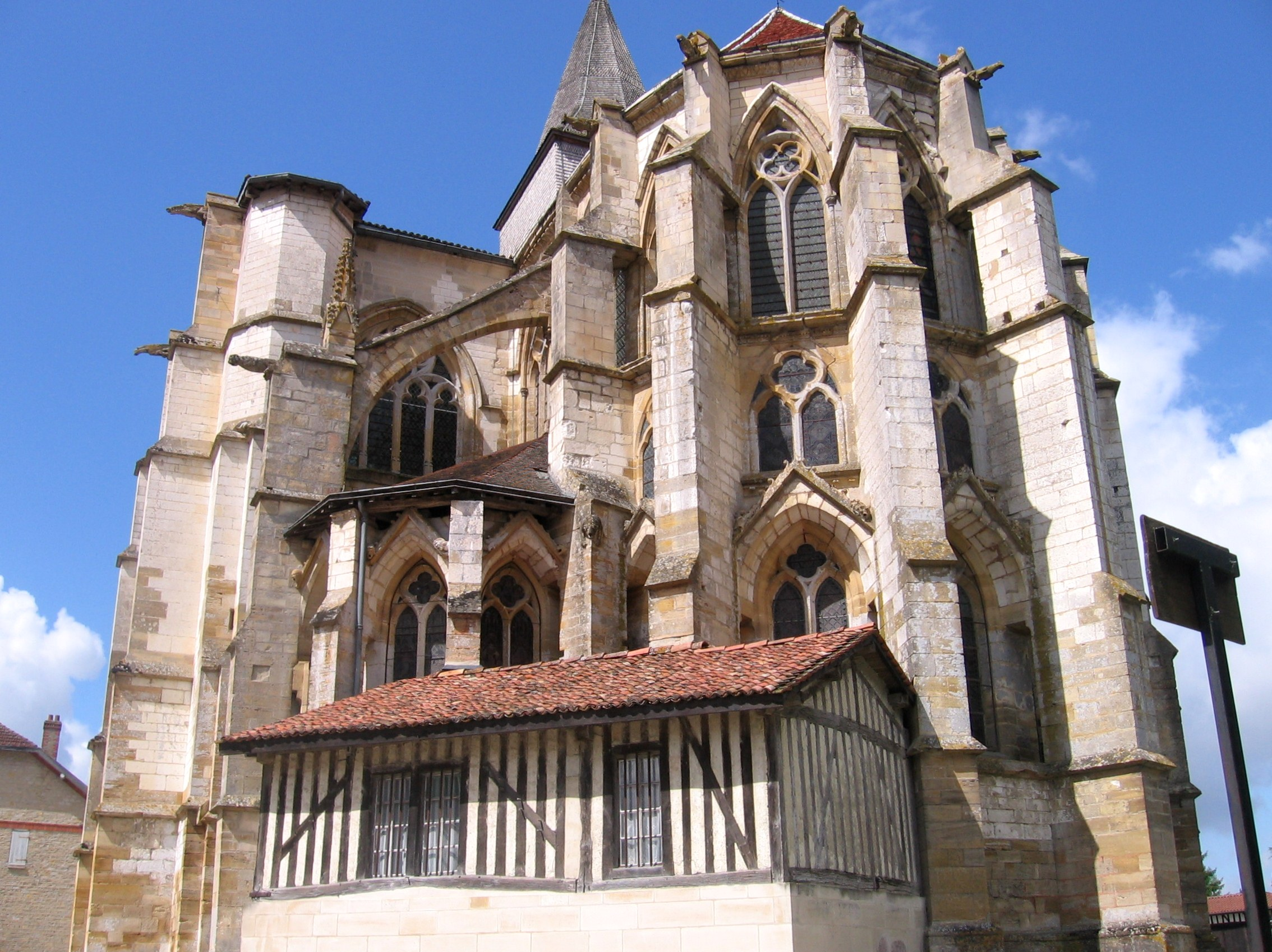
Chevet.

### Lieux et monuments
Le village de Saint Amand-sur-Fion a fait partie de l'association « Les Plus Beaux Villages de France », mais n'est plus labellisé à ce jour. Le village conserve de nombreuses maisons typiques de la région, bâties en poutres et torchis.
L'église Saint-Amand, construite de 1138 à 1147, avec son porche galerie qui ressemble à une partie de cloître, mais appelé localement « le porche ». Les paroissiens se retrouvent sous le porche, avant d'entrer à l'église ou à la sortie des offices, pour « causer ».
L'église conserve une partie romane avec, notamment des vestiges d'une tour, avec à l'intérieur, un escalier à vis. Sur ces bases romanes, des ajouts gothiques ont permis l'élévation de toutes les voûtes en ogives et la création d'un grand chœur, abondamment éclairé par des vitraux, exceptionnel.
Saint-Amand-sur-Fion possède quatre moulins et deux vestiges : le moulin de l'Aître, le moulin de la Folie, le moulin de l'Hôpité et le moulin de Ruet. Situé près de Coulvany, ce dernier était la propriété des chanoines de Châlons et avait fait l'objet d'une transaction, à leur profit, dès 1261. Détruit à la fin de la guerre de Cent Ans, il fut rétabli au XVIe siècle puis converti en huilerie.

### Personnalités liées à la commune
- Joseph-Constant Ménissier (1808-1864), peintre d'églises né sur la commune.
- Mireille Oudit née Simmonet (1945), sénatrice de la Marne, est originaire de la commune.

### Héraldique
| Armes de Saint-Amand-sur-Fion | Les armes de la commune se blasonnent ainsi : de sinople à la croix de Malte d'argent cantonnée de deux étoiles d'or en chef, à la crosse du même brochant sur le tout. |